# ハンク・ギャザーズ
ハンク・ギャザーズ（Hank Gathers）ことエリック・ウィルソン・ギャザーズ・ジュニア（Eric Wilson Gathers Jr.、1967年2月11日 - 1990年3月4日）は、アメリカ合衆国・ペンシルベニア州フィラデルフィア出身の元バスケットボール選手。NCAAのロヨラ・メリーマウント大学でプレーしていた。1990年のNBAドラフトでの全体1位指名が有力視されていたが、心臓発作によりドラフト前に帰らぬ人となった。

## 来歴

### カレッジ
高校でチームメイトであったボー・キンブルと共にUSCへ進学したが、1年目のシーズン終了後にキンブルと共にロヨラ・メリーマウント大学へ転校。以降は頭角を現し、3年次の1988-89シーズンにはNCAAの得点王、リバウンド王に輝くなどエースとして活躍。1990年のNBAドラフトでの全体1位指名が有力視されるようになった。

## 心臓発作と死去
1989年12月9日のUCSB戦の試合中に、ギャザーズは突然コート上で倒れてしまう。無事ではあったものの試合後に不整脈と診断され、遮断薬のインデラルを処方された。1日あたり240mgの投与が義務付けられたが、薬の投与が自身のプレーに悪影響を与えることを嫌ったギャザーズは無断で投与量を減らしていき、遂には1日にわずか40mgしか投与しないようになった。3週間療養した後に復帰し、1990年2月3日には後にNBAで殿堂入りを果たすシャキール・オニール擁するルイジアナ州立大学と対戦。試合には敗れたもののギャザーズは48得点・13リバウンドを記録する活躍を見せた。その後WCCのトーナメントが始まる前に、毎週検査を受けることを条件に薬の投与量が減らされた。しかしギャザーズは検査に現れず、また医師からの電話を無視し続けた。3月2日に医師と面談し、トーナメント終了後に改めて検査を受けることを約束した。そしてその2日後、ポートランド大学との準決勝で悲劇が起こる。前半残り13分34秒にアリウープを決めたギャザーズだったが、その13秒後にチームメイトのエリック・スポールストラの目の前で倒れてしまう。必死に起き上がろうとしたギャザーズは駆けつけたトレーナーに対し「横になりたくない！」と叫んだが、この言葉を最後に呼吸が止まり、午後6時55分に搬送先の病院で死亡。23歳だった。ギャザーズの死を受けてWCCはトーナメントを中止し、レギュラーシーズン1位だったロヨラが自動的に優勝となることが発表された。
ギャザーズの遺体はペンシルベニア州シャロンヒルに埋葬された。死後の剖検により、心筋症にも苦しんでいたことが明らかになった。ギャザーズの家族は医師の過失を告発し訴訟を起こしたが、最終的には100万ドルで和解した。

## 個人成績

### カレッジ
| シーズン | チーム | GP  | GS  | MPG  | FG%  | 3P%  | FT%  | RPG  | APG | SPG | BPG | PPG  |
| -------- | ------ | --- | --- | ---- | ---- | ---- | ---- | ---- | --- | --- | --- | ---- |
| 1985–86  | USC    | 28  | 12  | 23.9 | .529 | ---  | .576 | 5.1  | .8  | .6  | .4  | 8.3  |
| 1987–88  | LMU    | 32  | 31  | 29.6 | .562 | .000 | .543 | 8.7  | 1.3 | 1.4 | .7  | 22.5 |
| 1988–89  | LMU    | 31  | 31  | 34.1 | .608 | .000 | .562 | 13.7 | 2.1 | 1.4 | .7  | 32.7 |
| 1989–90  | LMU    | 26  | 26  | 30.2 | .595 | .000 | .568 | 10.8 | 1.5 | 1.7 | .9  | 29.0 |
| Career   | Career | 117 | 100 | 29.6 | .585 | .000 | .560 | 9.6  | 1.4 | 1.3 | .7  | 23.3 |